# Arcadia (Indiana)
Arcadia – miasto w Stanach Zjednoczonych, w stanie Indiana, w hrabstwie Hamilton.